# Hypena bipartita
Hypena bipartita là một loài bướm đêm trong họ Erebidae.